# Józef Rakoczy
Józef Rakoczy (ur. 1909 w Janowie, zm. 1970 w Bydgoszczy) – polski działacz PPR i PZPR, I sekretarz Komitetu Miejskiego PZPR w Bydgoszczy (1949–1950 i 1960–1964), przewodniczący Wojewódzkiej Rady Narodowej w Bydgoszczy (1950–1952), dyplomata.

## Życiorys
Urodził się 28 marca 1909 w Janowie, w powiecie rypińskim. Był synem Jana, rolnika i Heleny z Tomaszewskich. Po ukończeniu szkoły powszechnej terminował w latach 1924–1928 u mistrza kowalsko-ślusarskiego w rodzinnej wsi. Potem krótko pracował w różnych warsztatach. Od 1929 do 1931 pozostawał bez pracy. W latach 1931–1933 odbył obowiązkową służbę wojskową w 18 Pułku Ułanów w Grudziądzu. Następnie do 1937 r. pracował w Okalewie jako robotnik leśny, a w latach 1937–1945 dzierżawił 44 ha gospodarstwo w Okalewku w powiecie rypińskim.

### Działalność polityczna do 1939 r.
W wieku 18 lat rozpoczął działalność polityczną, wiążąc się z radykalnym ruchem lewicowym. W 1927 r. wstąpił do Komunistycznego Związku Młodzieży, w 1928 do nielegalnej Komunistycznej Partii Polski. W latach 1929–1931 był sekretarzem Zarządu Powiatowego Zjednoczonej Lewicy Chłopskiej „Samopomoc” w Rypinie.
Za swoją działalność polityczną, uznawaną za antypaństwową był aresztowany (1931) i poddany dozorowi policji. W 1933 stanął przed Sądem Okręgowym w Płocku i został skazany na 1,5 roku więzienia, jednak Sąd Apelacyjny w Warszawie uwolnił go od kary.

### Okupacja hitlerowska
Od 1940 działał w organizacji Rewolucyjne Rady Robotniczo-Chłopskie „Młot i Sierp”. W 1942 wstąpił do Polskiej Partii Robotniczej. Walczył w oddziałach najpierw w Gwardii Ludowej, potem Armii Ludowej (grupa „Synów Mazowsza”), gdzie dosłużył się stopnia podporucznika. W czerwcu 1944 r. wszedł w skład kierownictwa Komitetu Powiatowego PPR w Rypinie. Uczestniczył w organizowaniu konspiracyjnych rad narodowych w powiatach: rypińskim, sierpeckim i brodnickim.

### Działalność polityczna i zawodowa po 1945
W latach 1945–1947 pełnił funkcję I sekretarza KP PPR kolejno w: Rypinie (1945–1946), Chojnicach (1946) i Brodnicy (1946–1947). Od 1946 wchodził także w skład Komitetu Wojewódzkiego PPR w Bydgoszczy. Od marca do listopada 1947 r. przebywał na kursie w Centralnej Szkole PPR w Łodzi. Po jej ukończeniu aż do utworzenia w grudniu 1948 r. PZPR, pracował w Komitecie Wojewódzkim PPR w Bydgoszczy na stanowisku kierownika Wydziału Rolnego. W latach 1948–1949 był przewodniczącym Zarządu Okręgowego Związku Zawodowego Rolników i Pracowników Rolnych.
Od sierpnia 1949 do kwietnia 1950 pełnił po raz pierwszy funkcję I sekretarza Komitetu Miejskiego PZPR w Bydgoszczy. 24 maja 1950 Wojewódzka Rada Narodowa w Bydgoszczy wybrała go na stanowisko przewodniczącego Prezydium WRN (wojewody bydgoskiego). Urząd ten pełnił do 30 września 1952, po czym skierowano go do pracy w dyplomacji.
W grudniu 1952 objął stanowisko attaché handlowego w Sofii w Bułgarii i zajmował je do 1956 r. Następnie w latach 1956–1960 był radcą handlowym w Pradze w Czechosłowacji. Po powrocie do kraju raz jeszcze został wybrany na stanowisko I sekretarza Komitetu Miejskiego PZPR w Bydgoszczy (26 sierpnia 1960). W związku z pogarszającym się stanem zdrowia w październiku 1964 r. przeszedł na rentę. Zmarł 25 maja 1970 w Bydgoszczy.

### Rodzina
Był żonaty ze Stanisławą z Kęsickich. Miał czworo dzieci: Józefa (ur. 1932), Edmunda (ur. 1934), Wiktorię zamężną Jankowską-Rakoczy (ur. 1940) i Krystynę (ur. 1945).

### Odznaczenia
Józef Rakoczy został odznaczony wieloma orderami i odznaczeniami PRL, m.in. Srebrnym Krzyżem Zasługi (1947), Orderem Sztandaru Pracy II klasy oraz odznaką „Bydgoszcz - Zasłużonemu Obywatelowi”. Po jego śmierci jego imieniem nazwano jedną z ulic w dzielnicy Fordon. Nazwę zmieniono w czerwcu 1991 na ul. Macieja Rataja.